# Wilkowice (Powiat Bielski)
Wilkowice (deutsch Wolfsdorf) ist ein Dorf und Sitz der gleichnamigen Gemeinde im Powiat Bielski der Woiwodschaft Schlesien in Polen.

## Geographie
Wilkowice liegt im Saybuscher Becken (Kotlina Żywiecka) unter den Kleinen Beskiden (Beskid Mały, im Osten). Die nördlich gelegene Brama Wilkowicka (etwa Wolfsdorfer-Tor), eine geographische Senke zwischen den Schlesischen Beskiden und Kleinen Beskiden ist nach dem Dorf benannt.
Das Dorf hat eine Fläche von 1750 ha.
Nachbarorte sind die Stadt Bielsko-Biała (Mikuszowice und Straconka) im Norden, Łodygowice im Südosten, Rybarzowice im Süden, Bystra und Meszna im Westen.

## Geschichte
Die deutschrechtliche Kolonisation in der bewaldeten Umgebung begann vermutlich etwa zwischen den Jahren 1290 und 1305 bzw. 1310. Die bisher populäre Interpretation des Namens Wilkowice deutete auf den Abt Baldwin der Zisterzienserabtei Rauden, den vermuteten Gründer, angeblich mit dem Spitznamen Wolf, was im Licht der Quellen falsch ist. Diese stammt aus der Verknüpfung des Abts mit einer fiktiven Person Wilk bzw. Wolf. Es ist genauso wahrscheinlich, dass das Dorf von den früheren Abten, wie z. B. Bartłomiej (1282–1294), gegründet wurde. Der Ort wurde am 22. April 1364 erstmals urkundlich als Abbatisvilla (etwa Abtsdorf) in einer päpstlichen Bulle erwähnt, zusammen mit anderen benachbarten Zisterzienser Dörfern Łodygowice (Ludovicivilla) und Pietrzykowice (Petrivilla). Danach wurde das Dorf im Gegensatz zu Łodygowice bemerkenswerterweise bis zum 16. Jahrhundert nicht erwähnt. Man kann spekulieren, dass zumindest ein Teil der Siedler, wie in anderen Dörfern der Bielitzer Sprachinsel, deutschsprachig waren, jedoch am wahrscheinlichsten aus den anderen Gebieten des Herzogtums Oppeln-Ratibor kamen, was aber wegen der sehr dürftigen, mittelalterlichen Quellen nicht bestimmt werden kann. Besonders die fehlende Erwähnung in der ausführlichen Beschreibung des Bistums Krakau von Jan Długosz in den Jahren 1470 bis 1480 lässt vermuten, dass das Dorf damals entvölkert war – entweder ab der Zeit der Hussitenkriege oder wegen der Aktivität der Skrzyński-Raubritter (1460–1465).
Politisch gehörte das Dorf ursprünglich zum Herzogtum Auschwitz, dieses bestand ab 1315 in der Zeit polnischen Partikularismus. Seit 1327 bestand die Lehensherrschaft des Königreichs Böhmen. Das Weichbild von Żywiec mit dem Dorf wurde im Jahr 1450 aus dem Herzogtum Auschwitz herausgezogen. Endgültig gehörte es zu Polen seit 1465.
Das Dorf Wilkouicze erschien auf der ältesten polnischen gedrückten Karte Herzogtums Auschwitz-Zator von Stanisław Porębski aus dem Jahr 1563, ein Jahr vor dem völligen Anschluss des Herzogtums an das Königreich Polen (als Kreis Schlesien der Woiwodschaft Krakau), ab 1569 in der polnisch-litauischen Adelsrepublik. Das Dorf wurde jedoch nicht in Abgabenregistern der Jahre 1573 und 1577 erwähnt. Erst überraschenderweise im Jahr 1578 wurde es als Wilkouicze nouae radicis panow Komorowskich, d. h. neugegründetes Dorf der Herren Komorowski (die Besitzer des Landes Saybusch) – abgesehen von Porębskis Karte – die erste Erwähnung nach dem Jahr 1364. Wahrscheinlich wurde es jedoch im Jahr 1570 wiedergegründet. Eine Quelle aus dem Dorf Lipnik (Kunzendorf) erwähnt im Jahr 1585 die ersten bekannten Bewohner von Wilkowice: Jokel Matzner, Schimpke (Simon) Sontag und Hansel Nikel. 1592 wurden der Schultheiß Tomas(z) Berger und Paul Pawlik von Wolffsdorf erwähnt. Das Dorf (um 1600 unter 200 Einwohner) war damals sprachlich sowie religiös gemischt. Der Bericht der bischöflichen Visitation aus dem Jahr 1598 erwähnt die vor zwölf Jahren von Protestanten erbaute Kirche (in Wirklichkeit eine Kapelle), die jede Woche von Bielitzer Pastor besucht worden war. Die Anwesenheit der Protestanten wurde in den nächsten Berichten aus den Jahren 1601 bis 1605 und 1617 bestätigt.
Aus dem Jahr 1589 stammt die Erwähnung einer Hütte, wo später das Dorf und die separate Gemeinde Huciska sich entwickelte, jetzt nur ein Weiler von Wilkowice.
Die Gegend wurde von Räuberführern sowie von adeliger Unterdrückung in den Vorwerken gequält, was viele Bewohner zur Flucht in die Arwa gedrängte. Die vernachlässigten Dörfer um Łodygowice mit Wilkowice wurden im Jahr 1618 aus dem Land Saybusch ausgegliedert und an die Familie Rarowski verkauft. In zwei Jahren war das Land im Besitz der Familie Zbaraski. Unter dieser Familie wurde die Rekatholisierung in Wilkowice und Bystra intensiviert, obwohl die Kirche schon im Jahr 1617 in der Hände der Katholiken war, im Jahr 1630 gab es in Wilkowice 234 Protestanten und 102 Katholiken.
Bei der Ersten Teilung Polens kam Wilkowice 1772 zum neuen Königreich Galizien und Lodomerien des habsburgischen Kaiserreichs (ab 1804). Nach der Aufhebung der Patrimonialherrschaften bildete es ab 1850 eine Gemeinde im Bezirk und Gerichtsbezirk Biała. 1886 wurde die Zughaltestelle Wilkowice-Bystra an der Galizischen Transversalbahn.
1918, nach dem Ende des Ersten Weltkriegs und dem Zusammenbruch der k.u.k. Monarchie, kam Wilkowice zu Polen. Unterbrochen wurde dies nur durch die Besetzung Polens durch die Wehrmacht im Zweiten Weltkrieg. Es gehörte dann zum Landkreis Bielitz im Regierungsbezirk Kattowitz in der Provinz Schlesien (seit 1941 Provinz Oberschlesien).
Von 1975 bis 1998 gehörte Wilkowice zur Woiwodschaft Bielsko-Biała.

## Gemeinde
Zur Landgemeinde Wilkowice gehören drei Ortschaften mit einem Schulzenamt: Bystra (Bistray), Meszna und Wilkowice.

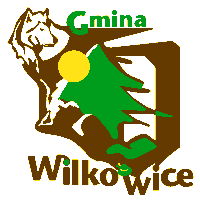
Wappen der Landgemeinde Wilkowice
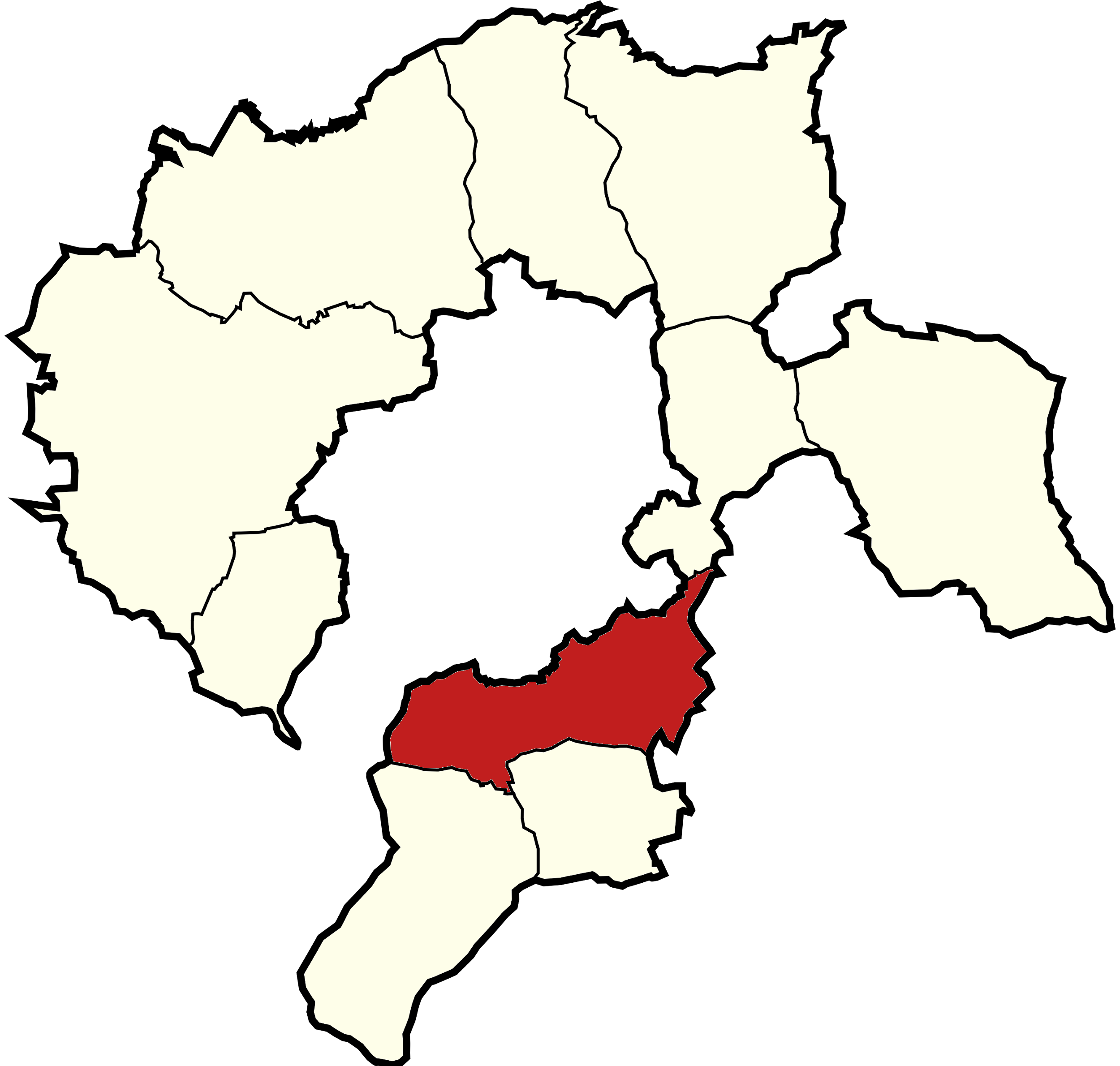
Die Gemeinde im Powiat Bielski
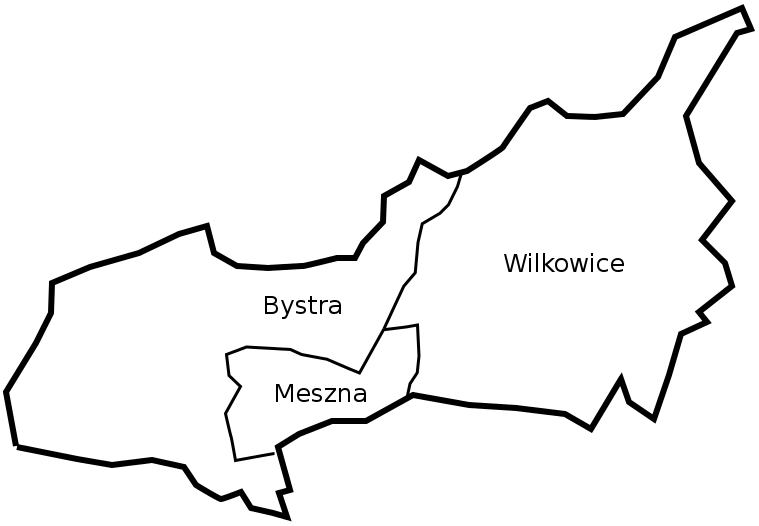
Dörfer der Gemeinde
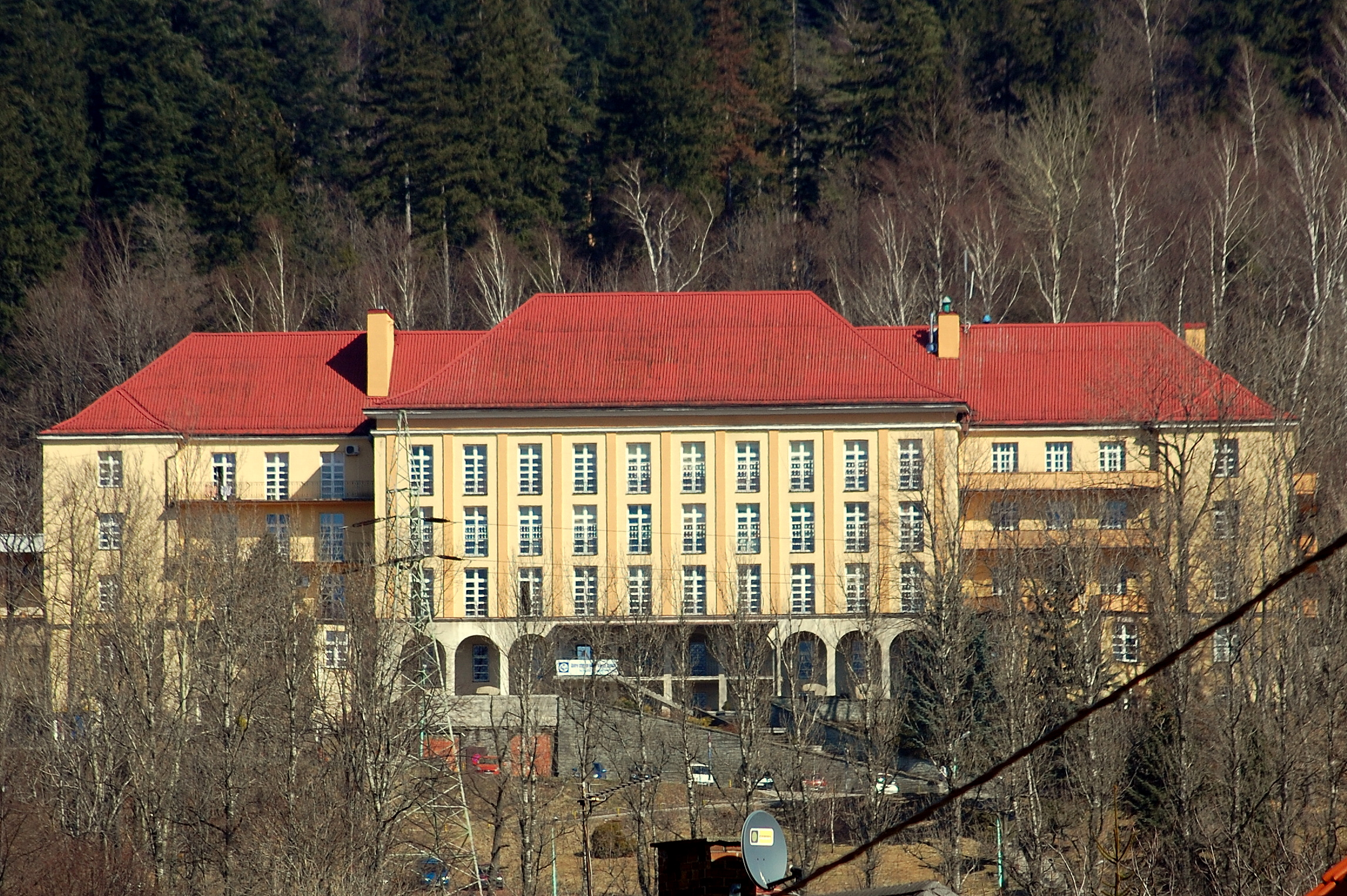
Eisenbahner-Spital (Szpital kolejowy)

## Persönlichkeiten
- Tadeusz Pawlusiak (1946–2011), Nordischer Kombinierer
- Anna Pawlusiak (* 1952), Skilangläuferin
- Józef Pawlusiak (* 1956), Nordischer Kombinierer
- Stanisław Pawlusiak (* 1958), Skispringer